# World Series of Poker 1971
Le World Series of Poker 1971 est une série de tournoi de poker tenu au Binion's Gambling Hall and Hotel entre le six et le dix mai 1971. 
Il s’agit de la seconde édition des World Series of Poker.

## Main Event
Le Main Event est remporté par Johnny Moss, avec un prix de 30 000 dollars. Le deuxième est Puggy Pearson.

## Résultats
| Tournoi                | Vainqueur     | Prix     |
| ---------------------- | ------------- | -------- |
| Limit Seven-Card Stud  | Puggy Pearson | 10 000 $ |
| Limit Razz             | Jimmy Casella | 10 000 $ |
| Limit Five-Card Stud   | Bill Boyd     | 10 000 $ |
| Limit Ace to Five Draw | Johnny Moss   | 10 000 $ |